# SN 1996Z
SN 1996Z – supernowa typu Ia odkryta 13 maja 1996 roku w galaktyce NGC 2935. Jej maksymalna jasność wynosiła 14,63m.